# Psechrus kenting
Espèce
Psechrus kenting est une espèce d'araignées aranéomorphes de la famille des Psechridae.

## Distribution
Cette espèce est endémique de Taïwan,.

## Description
Le corps des femelles mesure de 19,3 à 23,5 mm.

## Publication originale
- Yoshida, 2009 : Notes on the genus Psechrus (Araneae: Psechridae) from Taiwan. Acta Arachnologica, vol. 58, no 1, p. 7-10 (texte intégral).